# Rationalist International
 (mars 2010).
Si vous disposez d'ouvrages ou d'articles de référence ou si vous connaissez des sites web de qualité traitant du thème abordé ici, merci de compléter l'article en donnant les références utiles à sa vérifiabilité et en les liant à la section « Notes et références ».
Rationalist International est une organisation internationale en faveur de la défense du rationalisme. 

## Rationalisme
Le rationalisme est une attitude qui place la raison comme primordiale et tente d'établir un système philosophique et éthique vérifiable par l'expérience, indépendamment de toute autorité dogmatique.
Rationalist International milite pour une approche logique des problématiques humaines, en dehors des dogmes religieux, défend la liberté de pensée et les libertés civiques, et se bat pour des politiques et des sociétés séculaires, avec plus de moyens pour l'éducation. Les rationalistes combattent les superstitions, en faisant la promotion d'une société juste et des méthodes scientifiques.

## Histoire
Rationalist International fut fondée en décembre 1995 pendant la première conférence internationale des rationalistes à New Delhi, avec des délégations provenant de 28 pays différents. Sanal Edamaruku, secrétaire général de l'Association indienne rationaliste, devint le premier président de la nouvelle organisation internationale. 

## Activités
En janvier 2000, Rationalist International organise sa seconde conférence à Trivandrum dans la province indienne du Kerala, au cours de laquelle des penseurs rationalistes de premier plan de différents continents ouvrent les discussions sur l'« Agenda rationaliste » pour le nouveau siècle. Paul Kurtz est récompensé du premier International Rationalist Award au cours de cette conférence.
La troisième conférence rationaliste internationale s'est tenue à New Delhi en 2002. Jim Herrick (directeur de la Rationalist Press Association en Grande-Bretagne) a reçu le second International Rationalist Award.
La lettre d'information par Internet diffusée par Rationalist International est diffusée à grande échelle partout dans le monde. Elle est diffusée en anglais, finnois, français, allemand et espagnol.